# Probles punctatus
Probles punctatus är en stekelart som beskrevs av Horstmann och Kolarov 1988. Probles punctatus ingår i släktet Probles och familjen brokparasitsteklar. Inga underarter finns listade i Catalogue of Life.